# Tillandsia walter-tillii
Tillandsia walter-tillii là một loài thực vật có hoa trong họ Bromeliaceae. Loài này được J.R.Grant mô tả khoa học đầu tiên năm 2004.